# Kanton Montréal (Gers)
Kanton Montréal (fr. Canton de Montréal) je francouzský kanton v departementu Gers v regionu Midi-Pyrénées. Skládá se z devíti obcí.

## Obce kantonu
- Castelnau-d'Auzan
- Cazeneuve
- Fourcès
- Gondrin
- Labarrère
- Lagraulet-du-Gers
- Larroque-sur-l'Osse
- Lauraët
- Montréal